# Micromorphus caudatus
Micromorphus caudatus är en tvåvingeart som först beskrevs av Aldrich 1902.  Micromorphus caudatus ingår i släktet Micromorphus och familjen styltflugor. Inga underarter finns listade i Catalogue of Life.